# Agharta (manga)
Pour les articles homonymes, voir Agartha (homonymie).
Agharta (アガルタ, Agaruta) est un seinen manga de Matsumoto Takaharu. Il a été prépublié par Shūeisha dans le magazine Ultra Jump entre juillet 1998 et décembre 2008 pour les neuf premiers volumes, et a été compilé en neuf volumes. Un volume supplémentaire nommé Agharta: Saishûshô est sorti en juillet 2013. Le manga reprend sa prépublication en 2016 et les deux derniers tomes, les 10e et 11e, paraissent le 25 mars 2017 chez Wani Books.
Les neuf premiers volumes de la version française ont été édités par Kana. Il s'agit historiquement du premier manga de la collection Big Kana de l'éditeur. Cependant, le manga n'est plus édité en France à partir de juin 2012, du fait de l'avenir alors incertain concernant la reprise du manga.

## Histoire
La Terre est devenue un immense désert à la suite d’un cataclysme. Dans ce monde, c’est la loi du plus fort qui est instaurée. Juju, un adolescent, appartient à l’un des gangs qui sévissent pour le compte des nouvelles organisations. Il fait alors la connaissance de Rael, adolescente qui pourra peut-être sauver l’humanité.

## Manga

### Fiche technique
- Édition japonaise : Shūeisha, Wani Books
  - Nombre de volumes sortis : 11 (terminé)
  - Date de première publication : 1997
  - Prépublication : Ultra Jump
- Édition française : Kana
  - Nombre de volumes sortis : 9 (stoppé)
  - Date de première publication : mars 2002
  - Format : 115 mm x 175 mm
  - 192 pages par volume
- Autres éditions :
  -  Norma Editorial
  -  Star Comics
  -  Planet Manga